# Tibetoseris depressa
Tibetoseris depressa là một loài thực vật có hoa trong họ Cúc. Loài này được (Hook. f. & Thomson) Sennikov mô tả khoa học đầu tiên năm 2007.